# Hasenpfote (Pilz)
Die Hasenpfote (Coprinopsis lagopus, Syn.: Coprinus lagopus) ist eine ungenießbare Pilzart aus der Familie der Mürblingsverwandten (Psathyrellaceae).

## Merkmale

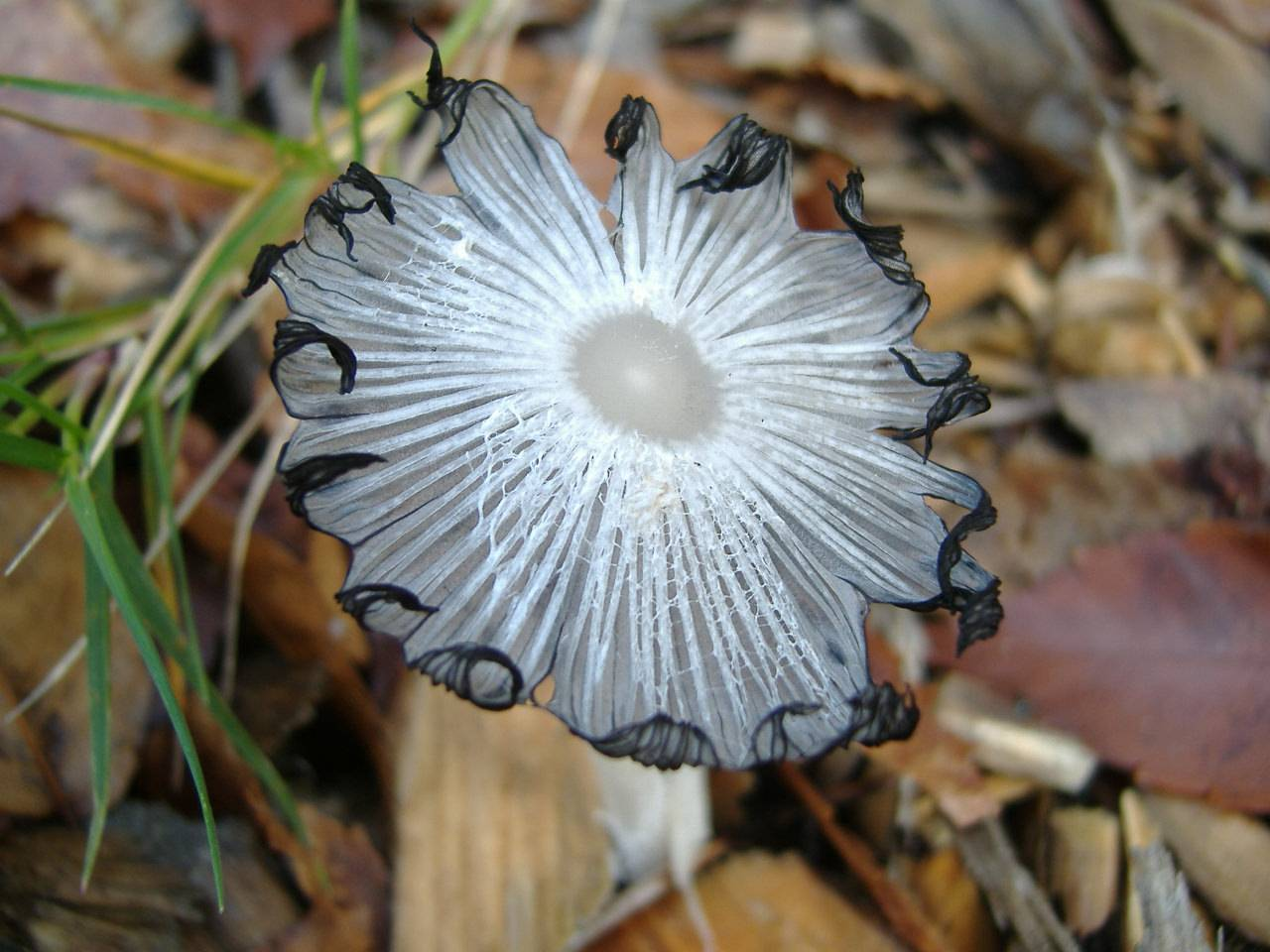
Der dünne Hut der Hasenpfote wird im Alter rissig und rollt sich ein.

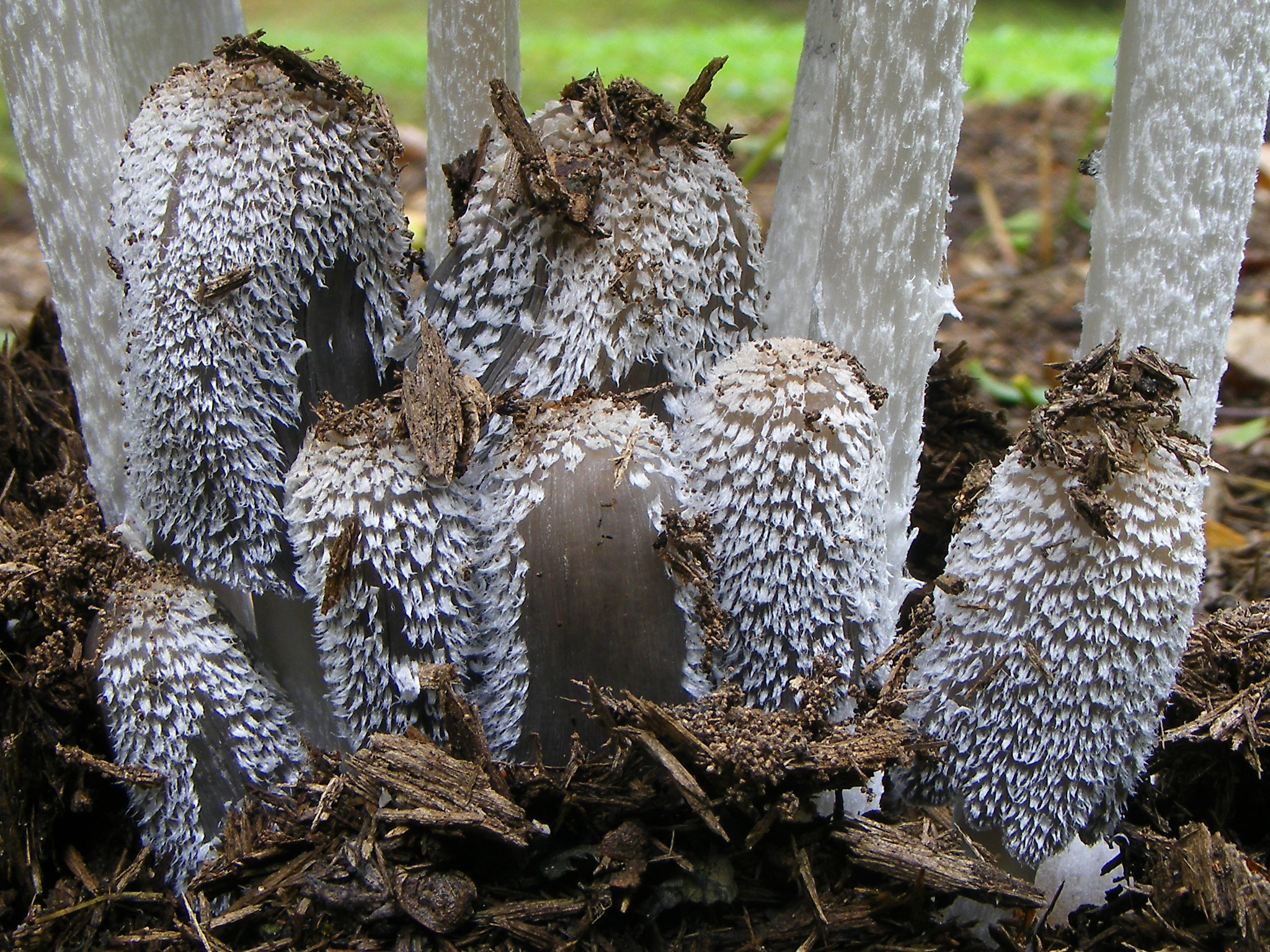
Striegelige, weißfaserige Hutoberfläche junger Fruchtkörper der Hasenpfote im Vordergrund, dahinter die faserig-flockige Stieloberfläche älterer Exemplare

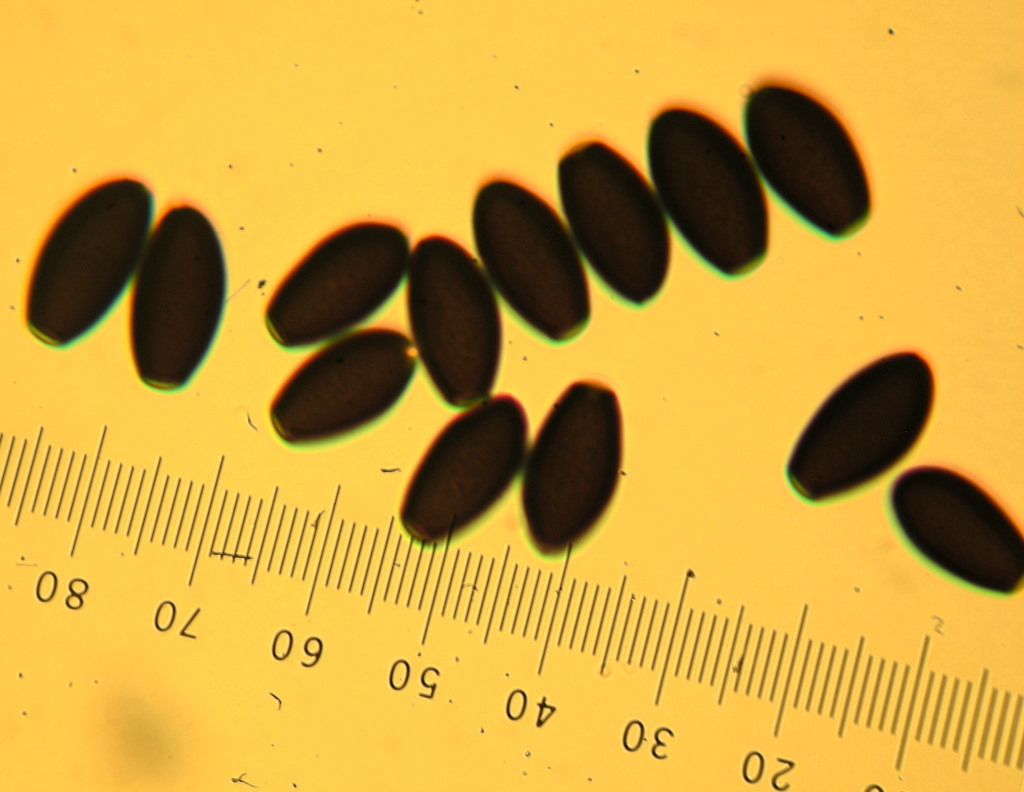
Sporen der Hasenpfote im Lichtmikroskop

### Makroskopische Merkmale
Der zunächst walzenförmige, aber rasch zu einem Kegel aufschirmende Hut erreicht eine Breite von 2–4 cm. Die graue bis oliv-graue Hutoberfläche biegt sich im Alter stark auf und ist mit striegeligen, weißlichen Fasern besetzt, die an dünne Federn erinnern. Mit zunehmendem Alter reißt der sehr dünn gewordene Hut ein, franst aus und rollt sich ein. Die am Stiel angehefteten Lamellen sind anfangs weiß, werden aber schnell schwarz. Der ringlose, zylindrische Stiel ist weißlich und wird bis zu 10 cm hoch und 3–8 mm breit. Er ist hohl, zerbrechlich, verjüngt sich nach oben und hat eine faserig-flockige Oberfläche. Das Fleisch (Trama) ist dünn, häutig und ohne markanten Geruch.

### Mikroskopische Merkmale
Die Sporen sind schwarz und jeweils 10–13 × 6–8 µm groß.

## Artabgrenzung
Im jungen Stadium ähnelt die Hasenpfote dem jungen Schneeweißen Mist-Tintling (Coprinopsis nivea). Dieser wächst jedoch stets auf oder direkt neben Dung.

## Ökologie und Phänologie
Die Hasenpfote wächst in schattigen, feuchten Wäldern, an Wegrändern, seltener in Gärten. Oftmals besiedelt sie auch abgeräumte Holzlagerplätze, aber keinen frischen Dung.
Die Fruchtkörper erscheinen einzeln oder in Gruppen von Juni bis Oktober.

### Einzelnachweis
1. ↑  
Scott A. Redhead, Rytas Vilgalys, Jean-Marc Moncalvo, Jacqui Johnson, John S. Hopple, Jr.: Coprinus Persoon and the disposition of Coprinus species sensu lato. In: Taxon. Band 50, Nr. 1, 2001, S. 203–241.